# NGC 2964
NGC 2964 je galaksija u zviježđu Lavu.

## Vanjske poveznice
- SEDS: NGC 2964